# 慈母峰
慈母峰位於台灣新北市平溪區，標高410公尺，緊鄰有「小黃山」之稱的孝子山。慈母峰山勢雖不甚高，但因山形陡峭，由側面望之如同俯臥於山林間的龐然巨獸，由正面仰望則清晰可見沿著山壁斧鑿而出的登山石階，幾近垂直令人望而生畏。如臨深淵的登頂之後，向東北可俯望緊鄰一旁的孝子山（海拔360公尺），面向西北則可仰望更高一層的普陀山（海拔450公尺）。孝子山、慈母峰和普陀山皆擁有絕佳的山容與險峻的山勢，三岳連峰，一氣呵成，已成為北台灣相當熱門的登山路線。